# L'Adoration des mages (Bosch, Philadelphie)
Pour les articles homonymes, voir L'Adoration des mages (homonymie).
L'Adoration des mages est un tableau conservé au Philadelphia Museum of Art et réalisé entre la fin du XVe siècle et le début du XVIe siècle par Jérôme Bosch ou par l'atelier de celui-ci.

## Description
Peinte à l'huile sur un panneau de chêne mesurant 77,5 cm de hauteur sur 55,9 cm de largeur, cette Adoration des mages est typique de l'iconographie médiévale extrapolée d'un passage du Nouveau Testament (Matthieu 2 : 9-11). À l'entrée d'une étable signalée par une étoile, les trois rois mages viennent offrir leurs présents à l'enfant Jésus. Celui-ci, nimbé d'une gloire dorée, est sur les genoux de sa mère, Marie, tandis que Joseph retire sa capuche par respect envers les prestigieux visiteurs. L'or, l'encens et la myrrhe apportés par les mages sont représentés sous la forme d'objets liturgiques gothiques, dont une sorte de reliquaire. Comme dans les Adoration des mages de Geertgen tot Sint Jans (Amsterdam) et du Maître de la Virgo inter Virgines (Berlin), le mage le plus âgé s'agenouille devant l'enfant, tandis que deux mages plus jeunes, dont un noir, attendent leur tour.
Le roi mage du milieu, vêtu de la même couleur cramoisie que les parents de l'enfant, est tourné vers le spectateur, qu'il semble ainsi interpeler du regard. Mosmans a cru y voir un autoportrait de Bosch, dont le saint patron serait représenté sur la médaille ornant le couvre-chef du personnage.

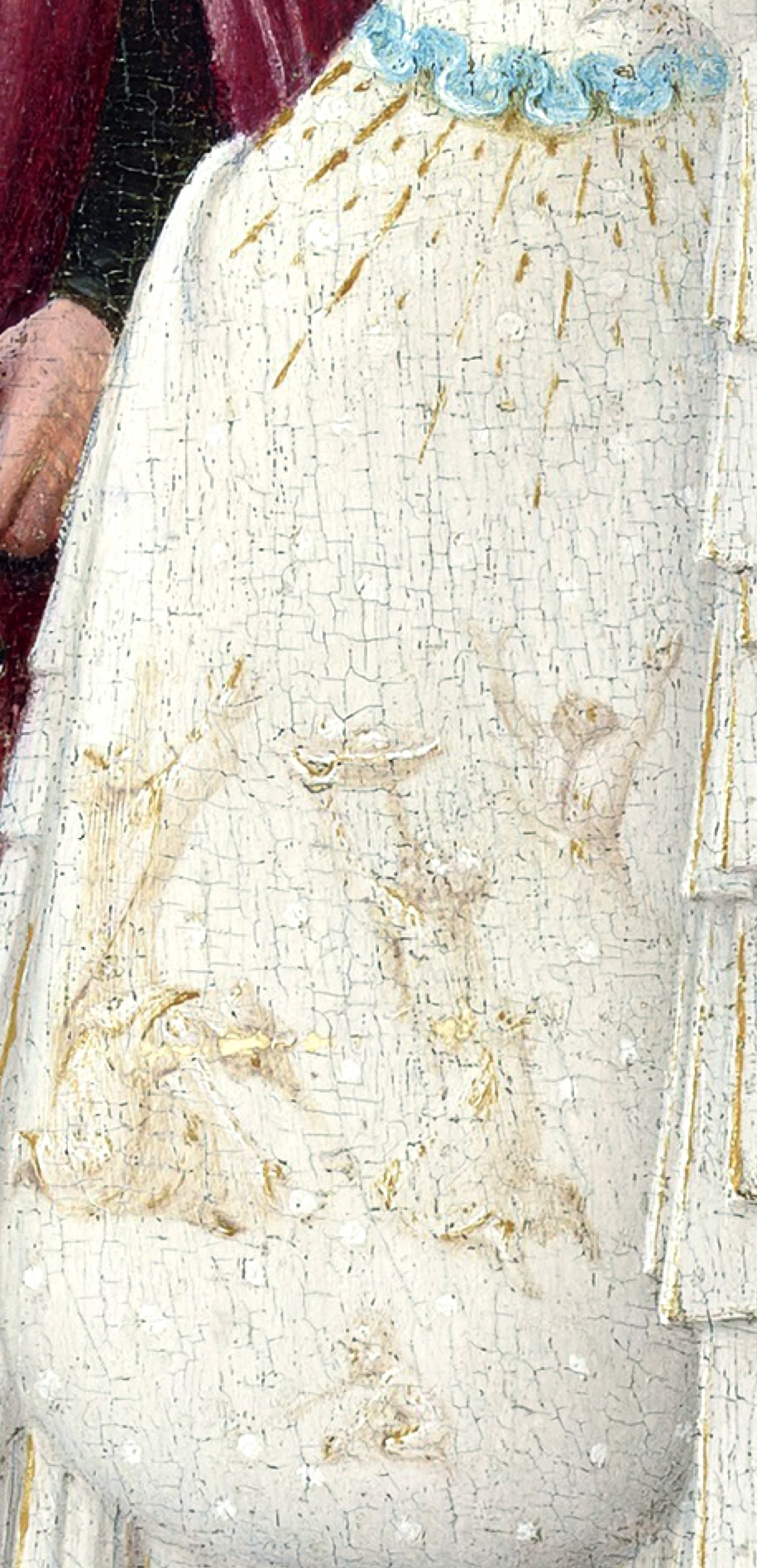
Détail du miracle de la manne brodé sur la manche du roi noir.

Peinte alla prima sur la manche-poche blanche du roi noir, une broderie (aujourd'hui peu lisible) représente le miracle de la manne (Exode 16). Selon la typologie biblique, cet épisode de l'Ancien Testament est une préfiguration de la venue du Christ et du sacrement de l'eucharistie, conformément à un passage du Nouveau Testament relatant un échange entre Jésus et d'autres juifs à Capharnaüm :
« Quel miracle fais-tu donc, lui dirent-ils, afin que nous le voyions, et que nous croyions en toi ? Que fais-tu ? Nos pères ont mangé la manne dans le désert, selon ce qui est écrit : Il leur donna le pain du ciel à manger.

Jésus leur dit: En vérité, en vérité, je vous le dis, Moïse ne vous a pas donné le pain du ciel, mais mon Père vous donne le vrai pain du ciel; car le pain de Dieu, c'est celui qui descend du ciel et qui donne la vie au monde.
Ils lui dirent: Seigneur, donne-nous toujours ce pain.

Jésus leur dit: Je suis le pain de vie. Celui qui vient à moi n'aura jamais faim, et celui qui croit en moi n'aura jamais soif. »
— Bible Segond, Jean 6 : 30-35
Ce parallèle est renforcé par l'analogie entre l'attitude de vénération manifestée par les Hébreux récoltant la manne céleste et la position agenouillée du vieux roi adorant l'enfant Jésus. Il est aussi souligné par la ressemblance formelle entre la « pluie » de manne et les rayons de l'étoile au-dessus du bâtiment.
À l’intérieur de l'étable en ruine, on voit non seulement l'âne et le bœuf, mais également un soldat casqué et armé de lances ainsi qu'un homme vêtu de noir. Ces personnages qui semblent se cacher et comploter, également visibles sous des apparences différentes dans l'Adoration du Prado et dans celle d'Anderlecht, pourraient représenter les juifs qui ne reconnaissent pas le Messie en Jésus ou des espions d'Hérode.
Le cadre architectural dans lequel sont placés les différents personnages est représenté selon une perspective très maladroite sinon « impossible ». En effet, le pan de mur à gauche du premier plan semble servir de support à une partie de la toiture de l'étable alors que celle-ci appartient entièrement au second plan.
Outre le paysage verdoyant de l'arrière-plan, qui représente une ville dont la silhouette évoque celle de Bois-le-Duc, plusieurs détails sont caractéristiques de l'art de Jérôme Bosch et se retrouvent dans d'autres tableaux du maître tels que Le Vagabond de Rotterdam (toit en chaume et tête du bœuf), l'Adoration du Prado (vêtement blanc du mage noir), l'Adoration de New York (disposition des mages) ou Le Jardin des délices (profil du personnage noir).

## Historique
Issu des collections de l'ancien gouverneur général des Indes Edward Law, comte d'Ellenborough (1790-1871), le tableau est vendu aux enchères chez Christie's le 3 avril 1914. Acquis par le galeriste londonien St. Hensé puis par le marchand d'art munichois Julius Böhler, il est vendu en 1915 au collectionneur américain John G. Johnson (1841-1917), qui lèguera ses tableaux à sa ville natale, Philadelphie.
Après son entrée dans les collections du musée d'art de Philadelphie, il est restauré de manière « très interventionniste » par David Rosen en 1941. Le nettoyage, trop mordant, élargit alors les craquelures et use les parties recouvertes de feuille d'or, tandis que le ciel, Joseph et le roi agenouillé sont fortement retouchés. Ces retouches ont été partiellement retirées lors d'une nouvelle restauration du tableau effectuée en 2014-2015.

## Datation et attribution

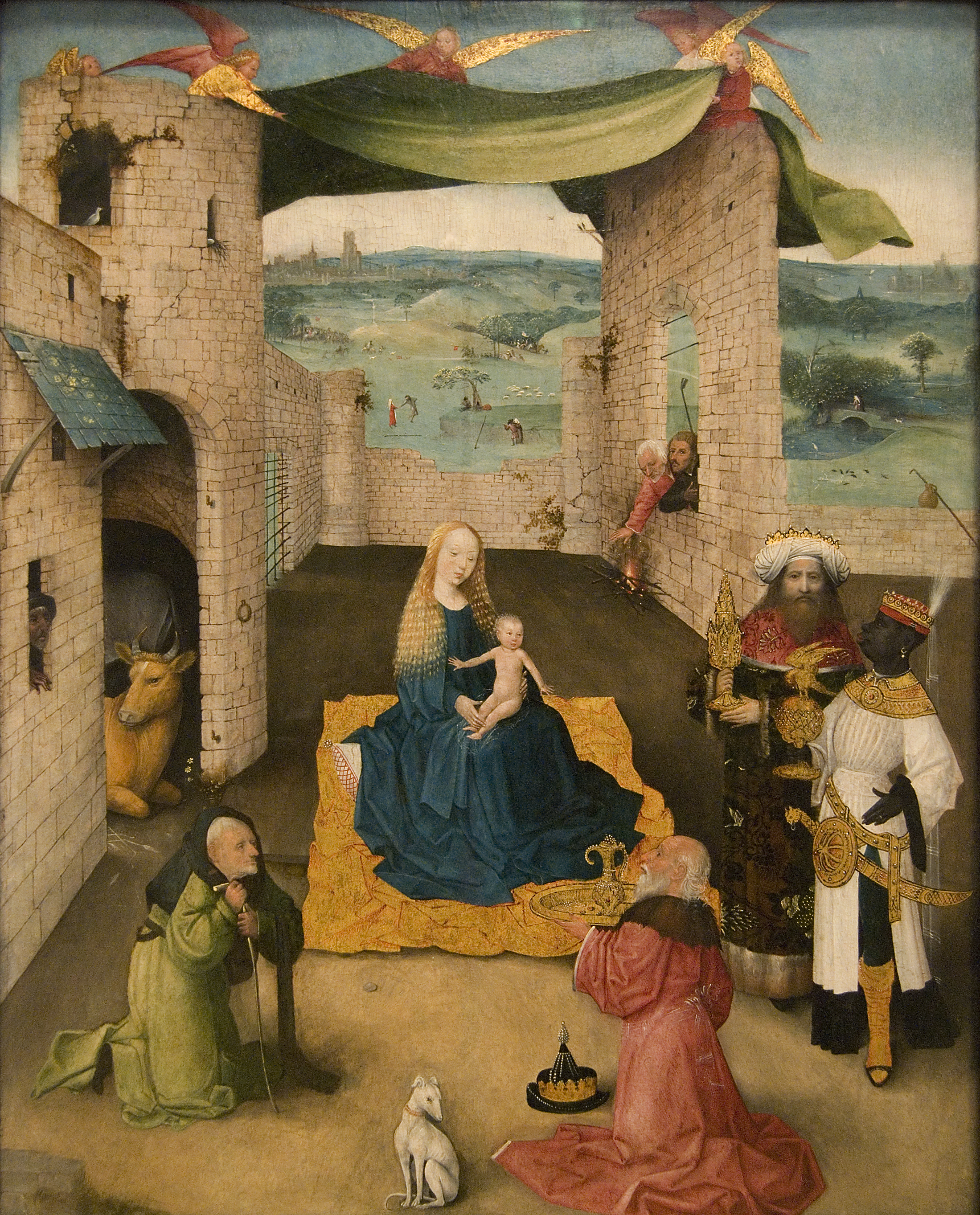
"L'adoration des mages" de Jérôme Bosch

En s'appuyant sur la perspective maladroite du cadre architectural ainsi que sur les analogies de composition avec des modèles de la première moitié ou du milieu du XVe siècle typiques du style gothique international (Nativité du Maître de Flémalle, retable de saint Thomas Becket par le Maître Francke, enluminures du Maître de Catherine de Clèves), les historiens de l'art ont d'abord voulu voir dans cette Adoration des mages une réalisation précoce de Jérôme Bosch (vers 1450-1516), voire la plus ancienne œuvre conservée de cet artiste. Max J. Friedländer, Charles de Tolnay puis Mia Cinotti l'ont par conséquent datée entre 1475 et 1485.
Effectuée par Peter Klein en 1987, l'analyse dendrochronologique du panneau a cependant démontré qu'il n'a pas pu être peint avant 1493, ce qui réfute l'hypothèse d'une œuvre de jeunesse. Elsig en date donc la réalisation peu avant 1500, quand Jérôme reprend l'atelier familial après la mort de ses frères Goessen (1497) et Jan (1498-99).
Mais une date encore plus tardive, y compris quelques années après la mort de Bosch, est également vraisemblable, le panneau ayant pu être peint par un ou plusieurs membres de l'atelier du maître de Bois-le-Duc. En effet, depuis le début du XXIe siècle, certains auteurs rejettent l'attribution à Bosch, allant jusqu'à émettre l'hypothèse que ce tableau pourrait n'être qu'un pastiche archaïsant de la première moitié du XVIe siècle.
Si l’œuvre possède un dessin sous-jacent en plusieurs phases, celui présente en revanche très peu des repentirs visibles grâce à la réflectographie infrarouge dans la plupart des tableaux de Bosch. Le ou les artistes auraient donc recopié un modèle existant, sans y apporter de modifications notables, s'autorisant tout de même quelques « écarts » par rapport au dessin sous-jacent, comme dans le chapeau noir du personnage au fond de l'étable ou dans la robe d'un mage.
Prenant en compte cette observation ainsi que les emprunts évidents à d'autres œuvres de Bosch, l'équipe du Bosch Research and Conservation Project (BRCP) expose et publie en 2016 le panneau en tant qu'œuvre de l'atelier peinte entre 1495 et 1520. Or, la même année que la rétrospective organisée par le BRCP, le musée de Philadelphie continue à présenter son tableau comme une œuvre autographe. Conservateur de ce musée, Christopher D.M. Atkins n'exclut effectivement pas l'attribution à Bosch lui-même dans la notice qu'il a rédigée pour le catalogue de l'exposition du Prado.
Une position intermédiaire a été exprimée en 2004 par Frédéric Elsig, qui estime que le tableau a pu être commencé par un membre de l'atelier puis achevé par Bosch lui-même.